# (1653) Яхонтовия
(1653) Яхонтовия (лат. Yakhontovia) — типичный астероид главного пояса, открыт 30 августа 1937 года российским и советским астрономом Григорием Неуйминым в Симеизской обсерватории и 1 июня 1967 года назван в честь советского астронома Наталии Самойловой-Яхонтовой.

## Обнаружение и именование
(1653) Яхонтовия
Открыт 30 августа 1937 года в Симеизе Г. Н. Неуйминым.
Назван в честь профессора Наталии Сергеевны Яхонтовой (1896—). Госпожа Яхонтова руководила отделом малых планет Института теоретической астрономии около 30 лет. Название предложено Институтом теоретической астрономии, Ленинград.
Оригинальный текст (англ.)1653 Yakhontovia
Discovered 1937-08-30 by Neujmin, G. at Simeis.
Named in honor of Prof. N{ataliya} S{ergeevna} Yakhontova {1896—}.  Mrs. Yakhontova was in charge of the Minor Planet Department of the Institute of Theoretical Astronomy for about 30 years. Name proposed by the Institute of Theoretical Astronomy, Leningrad.
Источники: DISCOVERY.DB; M.P.C. 2740.

## Орбита

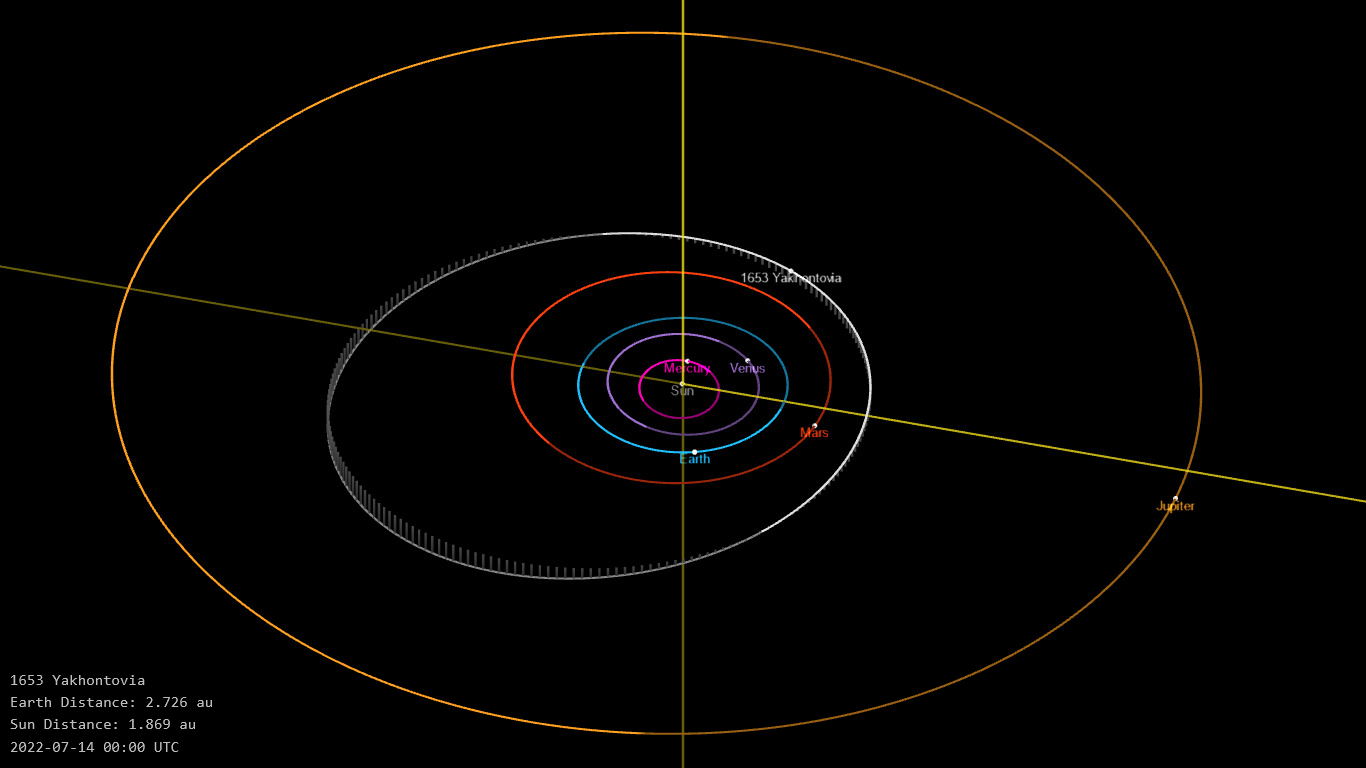
Орбита астероида Яхонтовия и его положение в Солнечной системе

## Физические характеристики
По итогам второго этапа спектроскопической съёмки малых астероидов главного пояса (Small Main-belt Asteroid Spectroscopic Survey, SMASSII) астероид относят к таксономическому классу X, а в соответствии с наблюдениями телескопа NEOWISE — к классу E.
По результатам наблюдений в видимом и ближнем инфракрасном диапазоне космического телескопа NEOWISE диаметр астероида сначала оценивался равным 9,552±0,379 км, позже — 9,010±0,072 км. Согласно тем же источникам альбедо оценивается как 0,5462±0,0396 и 0,599±0,111.